# Joe Amoruso
Joe Amoruso, all'anagrafe Giuseppe Amoruso (Boscotrecase, 12 gennaio 1960 – Napoli, 24 marzo 2020), è stato un pianista italiano.

## Biografia
Studiò pianoforte classico dalla più tenera età in un percorso di evoluzione che, attraverso il jazz e la musica contemporanea gli procurò una piccola notorietà già negli anni '70, quando era appena diciottenne.
Collaborò con Pino Daniele e con molti altri nomi illustri quali Tony Esposito, Billy Cobham, Bob Berg, Mike Stern, Don Cherry, Naná Vasconcelos, Richie Havens, Gato Barbieri, Alphonso Johnson, Mel Collins, James Senese, Tullio De Piscopo.
Negli anni '80 realizzò musica per immagini nel campo cinematografico, e collaborò tra gli altri con Roberto De Simone, Roberto Murolo e Consiglia Licciardi.
Successivamente incise  un disco da solista dal titolo, Rosa del Mare di Mezzo (1992), con la partecipazione di Flavio Piscopo, Enzo Gragnaniello, Roberto Murolo, Naná Vasconcelos, Bob Berg, Mike Stern.
Negli anni '90 venne chiamato in veste di produttore e arrangiatore in vari progetti, come ad esempio in Romanza con Andrea Bocelli (SugarMusic, 1997).
Come musicista-arrangiatore incrociò la sua esperienza con nomi importanti quali la Premiata Forneria Marconi, Zucchero Fornaciari, Vasco Rossi, Mauro Pagani, Alberto Fortis, Antonio Onorato, Ornella Vanoni.
Provato fisicamente da un'emorragia cerebrale che l'aveva colpito il 9 dicembre 2017 durante un concerto a Lesina, è morto all'età di 60 anni all'ospedale del Mare di Napoli per arresto cardiaco la notte del 24 marzo 2020.